# Sonda lambda

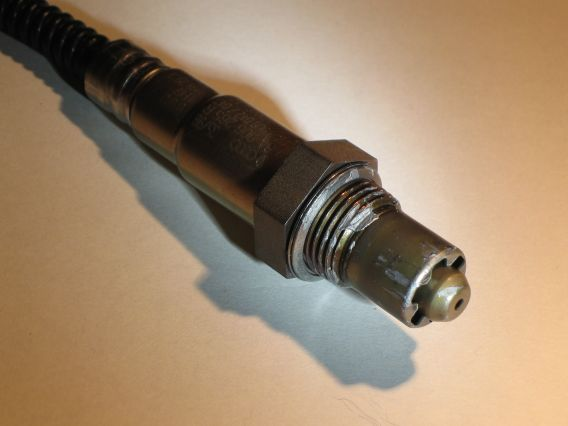
Samochodowa sonda lambda

Schemat układu zasilania i wydechowego współczesnych samochodów benzynowych:
1 – czujnik przepływu powietrza, 2 i 3 – katalizatory, 4 – wtryskiwacze paliwa, 5 – sonda lambda przed katalizatorem (regulacyjna), 6 – sonda lambda za katalizatorami (kontrolna), 7 – paliwo, 8 – wpływające powietrze, 9 – spaliny, ECU – sterownik

Sonda lambda – czujnik mierzący zawartość tlenu w spalinach, umieszczany w układzie wydechowym silnika spalinowego. Pomiar taki pozwala na precyzyjne dozowanie składu mieszanki paliwowo-powietrznej.
Sondy są wykorzystywane w silnikach benzynowych od 1979 roku, ich zastosowanie zostało wymuszone surowymi przepisami dotyczącymi emisji spalin w USA. Coraz większa liczba samochodów i motocykli ma więcej niż jedną sondę lambda, umieszczane są one przed i za reaktorem katalitycznym. Od roku 1992, aby sprostać wymogom prawnym dotyczącym ograniczenia emisji spalin, sondy stały się standardowym elementem samochodów. Od około 2000 r. sonda lambda jest instalowana także w układach z silnikami wysokoprężnymi.
Na świecie jest 4 głównych producentów sond lambda:
- NGK[2]
- Bosch
- Denso
- Delphi

## Szczegółowa budowa i zasada działania
Działanie sondy lambda opiera się na prawie sformułowanym przez Walthera Nernsta (równanie Nernsta). Sonda lambda, czyli ogniwo galwaniczne zbudowane z materiału ceramicznego – dwutlenku cyrkonu, na którym napylone są po obu jego stronach cienkie warstwy platyny, zostało opracowane pod koniec lat 60. XX wieku w Robert Bosch GmbH przez dr. Güntera Baumana. Sondę umieszcza się w układzie wydechowym w taki sposób, że jedna strona urządzenia styka się z gorącymi gazami spalinowymi, osiągającymi w tym miejscu temperaturę około 300 °C, a druga strona ma kontakt z powietrzem z otoczenia.
Spiek ceramiczny dwutlenku cyrkonu w temperaturze powyżej 300 °C staje się swoistym elektrolitem zdolnym do przewodnictwa jonowego. W celu utrzymania odpowiedniej temperatury, niektóre sondy mają grzałkę. Warstwy platyny na jego powierzchni pełnią rolę elektrod, przy czym ich potencjał elektryczny jest funkcją stężenia tlenu w gazach, z którymi się stykają. Im większe jest stężenie tlenu w spalinach, tym niższe napięcie generowane jest na sondzie, i na odwrót. Przy dużej różnicy stężenia tlenu po obu stronach ogniwa generuje ono siłę elektromotoryczną dochodzącą do 1 V.
Napięcie generowane przez ogniwo jest przekazywane do modułu sterującego składem mieszanki paliwowo-powietrznej w silniku. Moduł ten dostosowuje na bieżąco skład mieszanki, tak aby w określonych warunkach obciążenia silnika, rodzaju paliwa i warunków atmosferycznych zapewnić jak najdoskonalszą pracę silnika i minimalizować emisję substancji toksycznych: węglowodorów, tlenków azotu, tlenku węgla i dwutlenku węgla.

## Lokalizacja sondy w układzie spalinowym
Sonda lambda montowana w układzie wydechowym pojazdu ma mierzyć zawartość tlenu w spalinach, która odzwierciedla efektywność spalania mieszanki paliwowo-powietrznej w cylindrach. Warunkiem poprawnej pracy sondy jest rozgrzanie jej do odpowiedniej temperatury. Sonda jest zwykle wkręcana w gwintowany otwór w układzie wydechowym, umieszczonym zaraz za kolektorem układu wydechowego, a przed katalizatorem. Nowe pojazdy muszą mieć zamontowane czujniki przed i za katalizatorem spalinowym, aby spełniały wymagania monitorowania składu mieszanki w przypadku awarii. Pierwsza sonda analizuje skład spalin i przesyła sygnał do sterownika silnika w celu ustawienia składu mieszanki paliwowo-powietrznej, która następnie trafia do komory spalania. Druga – umieszczana za katalizatorem – to sonda diagnostyczna, która kontroluje pracę układu oczyszczania spalin – sygnały przed i po katalizatorze są monitorowane przez sterownik silnika w celu określenia efektywności pracy katalizatora. Odstępstwa od zaprogramowanej charakterystyki pracy są zgłaszane użytkownikowi pojazdu poprzez zapalenie lampki MIL – Malfunction Indicator Light (popularnie nazywanej Check engine light), tzw. „kontrolki silnika” w desce rozdzielczej pojazdu.

## Żywotność sondy
Uszkodzenia sondy lambda są wywoływane przez wiele czynników zarówno mechanicznych jak i w wyniku procesów chemicznych (jakość tankowanego paliwa). Zwykle żywotność nieogrzewanego czujnika wynosi około 50 000 do 80 000 km. Żywotność czujnika z grzałką zwykle jest znacznie większa i wynosi około 160 000 km. Usterki sondy są zwykle spowodowane gromadzeniem się sadzy na elemencie ceramicznym, powodując zwiększenie czasu odpowiedzi sondy oraz zawężenie zakresu napięcia wyjściowego, prowadząc ostatecznie do całkowitej utraty zdolności do pomiaru stężenia tlenu. W konsekwencji praca czujnika w niepełnym spektrum podawanego napięcia i zbyt wolnej odpowiedzi sondy na zmiany składu mieszanki, powoduje nieprawidłową interpretację składu mieszanki przez sterownik silnika, zwiększenie zużycia paliwa nawet o 15 – 20%, spadek mocy, zadymienie spalin, możliwość pracy na mieszance bogatej, a co za tym idzie możliwość uszkodzenia reaktora katalitycznego (katalizatora spalin). W celu uniknięcia uszkodzenia katalizatora spalin oraz w celu niedopuszczenia do nadmiernej emisji toksycznych substancji, sterownik silnika może przejść w tryb pracy awaryjnej, co zostaje zasygnalizowane zaświeceniem się lampki kontrolnej usterek silnika.

## Nazewnictwo
Sonda wzięła swoją nazwę od litery lambda (λ), której używa się do oznaczania stosunku powietrza do paliwa w mieszance. Mieszanka jest idealna (stechiometryczna) jeśli zawiera dokładnie tyle powietrza, ile potrzeba do całkowitego spalenia danej ilości paliwa. Przykładowo, dla benzyny stosunek ten wynosi około 14,7 (masa powietrza) : 1 (masa paliwa).

## Przyczyny i objawy usterek sondy lambda
Sonda lambda jest elementem eksploatacyjnym samochodu, co oznacza że okresowo musi zostać wymieniona. Na ten element działa wiele czynników szkodliwych, takich jak wysoka temperatura, liczne osady lub naloty. Z czasem mogą one być powodem pojawiania się błędów w działaniu sondy lub jej całkowitego i trwałego uszkodzenia.
Do najczęściej spotykanych przyczyn nieprawidłowego działania sondy lambda możemy zaliczyć:
- uszkodzenia mechaniczne – podzespół został uszkodzony podczas montażu lub wymiany,
- przetopiona wtyczka lub przewody – mogło dojść do kontaktu z rozgrzanym wydechem co spowodowało stopienie elementów plastikowych lub izolacji,
- sadza lub inne osady – ich nadmiar znajdujący się na sondzie może doprowadzić do wadliwego działania oraz błędnych odczytów sondy (w celu usunięcia osadów można dokonać tzw. wygrzewania sondy)
- zardzewiałe lub zaśniedziałe styki – do wtyczki mogła dostać się woda, która wywołała korozję styków.
- tzw. starzenie się sondy – w miarę upływu czasu eksploatacji amplituda sygnału wyjściowego ulega zawężeniu, wydłuża się też czas odpowiedzi sondy